# Adolf Diekmann
Adolf Diekmann (Magdeburg, 8 december 1914 – Noyers-Bocage, 29 juni 1944) was een Duitse militaire officier en oorlogsmisdadiger. Diekmann hield de rang van SS-Sturmbannführer (majoor). Hij had het bevel over het 1e bataljon van het regiment "Das Reich" van de Waffen-SS. Mannen van dit bataljon waren verantwoordelijk voor het bloedbad van Oradour-sur-Glane, waar 643 bewoners werden gedood (246 vrouwen, 207 kinderen en 190 mannen). Diekmann was de hoogste officier aanwezig.

## Biografie
Voor de oorlog gaf hij les aan de SS-Junkerschule. Hij kwam om het leven op 29 juni 1944 aan het Normandische front gedurende Operatie Overlord. De SS-divisie ontdekte dat Helmut Kämpfe was ontvoerd door Jean Canou's verzetsgroep, onderdeel van Georges Guingouins groep. Sinds 1986 herdenkt een menhir, ontworpen door kunstenaar Jean-Joseph Sanfourche in Moissannes, de gevangenneming van de majoor. Diekmann is nooit berecht voor de misdaden die hij gepleegd heeft in Oradour-sur-Glane. Wel is hij verantwoordelijk gehouden voor dat bloedbad op 10 juni 1944. Aanleiding was mogelijk de dood van zijn vriend majoor Helmut Kämpfe, die op 9 juni 1944 door het verzet gevangen was genomen en later op 10 juni 1944 was gedood. Het graf van Adolf Diekman bevindt zich op de Duitse begraafplaats van La Cambe in blok 25, rij 4, graf 121.

## Familie
Diekmann was getrouwd met Hedwig Meinde (12 februari 1940) en daaruit werd een zoon geboren, genaamd Rainer (11 maart 1942).

## Militaire carrière
- SS-Untersturmführer: augustus 1938
- SS-Obersturmführer: 1 juli 1940
- SS-Hauptsturmführer: 20 april 1942
- SS-Sturmbannführer: 8 juni 1944

## Lidmaatschapsnummers
- SS-nr.: 309 984 (lid geworden 18 mei 1933)

## Onderscheidingen
- IJzeren Kruis 1939, 1e Klasse[6] en 2e Klasse[7]
- Gouden Ereteken van de NSDAP
- Gewondeninsigne 1939 in zwart[7]